# Кільцевий вид

Діаграма, що демонструє варіанти схрещування сусідніх популяцій одного виду. В третьому випадку поширення форм може утворити кільце, в результаті якого дві сусідні популяції мають спільне генетичне споріднення, проте один з одним не схрещуються, позиціонуючи себе як окремі види

Кільцевий  вид (від англ. Ring species) — термін, у  біологічній систематиці означає випадок видоутворення, в результаті якого різні форми одного і того ж організма в одних випадках схрещуються між собою, тобто згідно з визначенням є одним і тим же видом, проте в інших немає, тобто позиціонують себе як окремі види. Такі приклади, що демонструють проміжні характеристики між видом і нижчими таксономічними рангами, суперечать класичному уявленню про Дискретність видів .

## Суть проблеми

Кільце, утворене мартинами Larus, що гніздяться в Арктиці (1 : L. argentatus argentatus, 2: L. fuscus, 3 : L. heuglini, 4 : L. vegae birulai, 5 : L. vegae, 6 : L. smithsonianus, 7 : L. argentatus argenteus)

Відповідно до визначення, даного одним з основоположників біологічної концепції виду американським біологом  Ернстом Майром, біологічний вид являє собою «групу фактично або потенційно перехресних природних популяцій, яка фізіологічно ізольована від інших подібних груп». У цілому дане визначення справедливе для переважної більшості організмів, однак у природі зустрічаються тварини, які в процесі розселення створювали все нові і нові форми (або підвиди), які в  зонах інтеградації (місцях контакту) вільно схрещувалися між собою. Розселення відбувалося в різних напрямках, і врешті-решт різні підвиди знову зустрічалися між собою, проте зону інтеградації вже не утворювали, а поводилися як самостійні види. Нижче наведено приклади кільцевих видів.

### Велика синиця

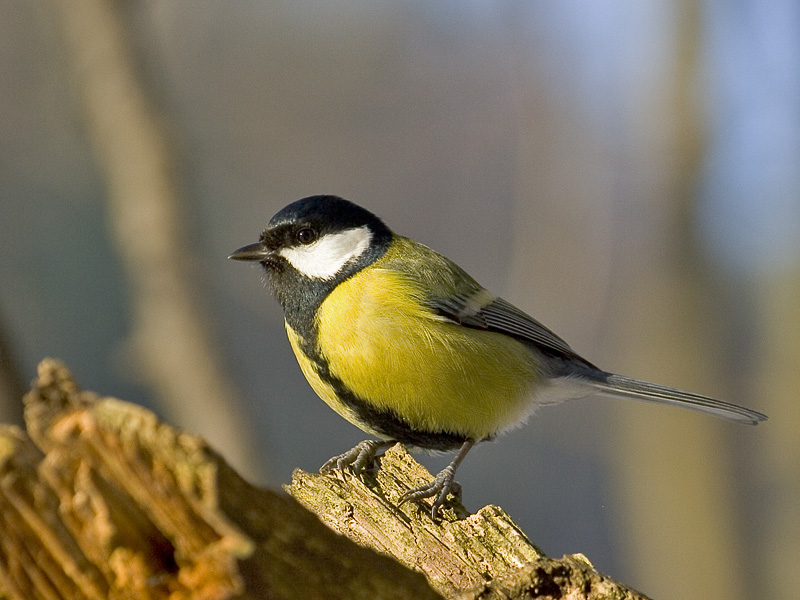
Велика синиця

Велика синиця (Parus major), зазвичай представляється як приклад кільцевого виду, розповсюджена на великій території  Євразії від  Атлантики до  Тихого океану , і на всьому ареалі утворює чотири самостійні форми, які в зонах інтеградації вільно схрещуються між собою. Раніше, очевидно, птахи жили тільки в західній частині материка, і на схід розселялися по двох напрямах — північному через лісову зону помірного пояса, і південну, через тропіки  Центральної Азії та Індокитай. Пустелі і гори  Середньої Азії виявилися посередині зон розселення — туди птахи не проникали. Зрештою північний підвид синиці Parus major major зустрівся з південним Parus major minor в районі басейну  Амура, і досить довго вважалося, що в зоні перекривання їхніх ареалів гібридизацію не виявлено, тобто вони поводяться як самостійні віди.
Але порівняно недавні дослідження показали, що між популяціями Parus major і Parus minor в Середньому Приамур'я існує необмежена гібридизація і обмін генами, з практично повним збереженням фенотипової стабільності вихідних популяцій (Федоров В. В., Формозов Н. А., Сурин В. Л., и др. Генетические последствия гибридизации большой (Parus major) и восточной (P. minor) синиц в Среднем Приамурье // Зоол. журнал. — 2006. — Т. 85, № 5. — С. 621–628.)

### Зелений вівчарик

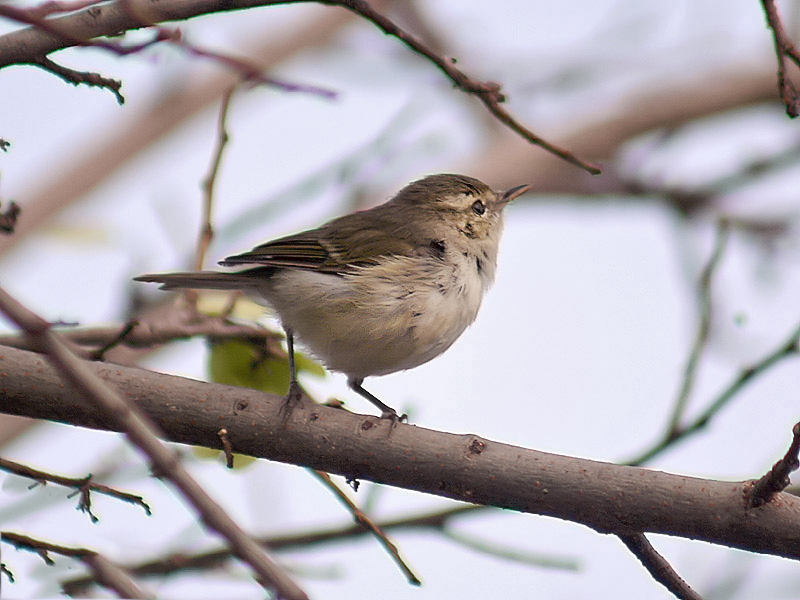
Зелений вівчарик

Аналогічна ситуація у  зеленого вівчарика (Phylloscopus trochiloides), який мешкає в лісах  Східної Європи, Північної і Центральної Азії, однак не переносить клімату Тибета і пустель Гобі та Такла-Макан. Мабуть, птахи на початку мешкали в  Гімалаях, але потім почали розселення на схід і захід. В результаті розселення було утворено від 9 до 11 підвидів вівчарика, більшість з яких вільно схрещуються між собою в зонах інтеградації. Підвиди Phylloscopus trochiloides viridianus і Phylloscopus trochiloides plumbeitarsus, яким притаманні різні морфологічні характеристики, зустрілися між собою в  Саянах, де ведуть себе по відношенню один до одного як самостійні види.

### Безлегенева саламандра

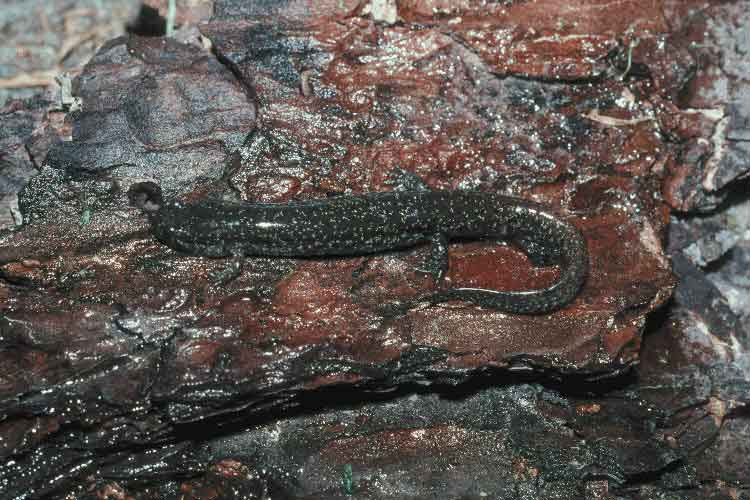
Безлегенева саламандра

Саламандра Ешшольца (Ensatina eschscholtzii) живе на схилах гір поблизу  тихоокеанського узбережжя  Північної Америки. В залежності від району проживання навколо гір саламандри утворюють різні форми, поступово змінюють свої морфологічні та екологічні характеристики. Крайні форми Ensatina eschscholtzii eschscholtzii і Ensatina eschscholtzii klauberi, перша з яких має червонувате забарвлення, а друга — чорно-біле, симпатрично співіснують у вузькій зоні гір на півдні  Каліфорнії, однак між собою не схрещуються.

### Інші приклади

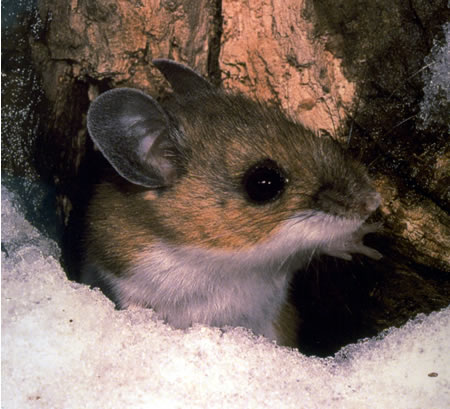
Оленячий хом'ячок

Крім перерахованих вище прикладів, до кільцевих видів часто відносять  сріблястого мартина (Larus argentatus),  оленячого хом'ячка (Peromyscus maniculatus), наземного равлика Partula olympia і  дрозофілу Drosophila paulistorum.